# فريدريك ديكنسون
فريدريك ديكنسون (بالإنجليزية: Frederick Dickinson)‏ هو مؤرخ أمريكي، ولد في 13 يوليو 1961 في طوكيو في اليابان.